# Рјукју
Острва Рјукју (јап. 琉球諸島, Ryūkyū-shotō) су јапански архипелаг у Источнокинеском мору (делу Тихог океана) југозападно од Јапана. Архипелаг се простире на дужини од преко 1.200 км између острва Кјушу и Тајван. 
Рјукју острва су административно подељена на:
1. Сацунан острва - на северу, припадају Кагошима префектури
2. Рјукју Шото - на југу, припадају Окинава префектури

Јорон острво је најјужније острво Сацунан острва, а Јонагуни острво најјужније острво Рјукју Шото (острва). 
На архипелагу живи око 1,5 милион становника, од којих скоро 90% живе на острву Окинава. Овде се налази град Наха, главни град и привредни центар архипелага са три универзитета. Већина становништва су Јапанци, уз мањи број Кинеза и Индонежана. Аутохтони рјукјуански језици су готово изумрли на острвима, а заменио их је блиски рођак, јапански језик. 

## Географија
Од 98 острва насељено је 47. Укупна површина архипелага је 4.700 км². Највећа острва су брдско-планинска и вулканског су порекла. Мања острва су по правилу равна и коралног порекла. Последња вулканска ерупција на острвима догодила се 1991.
Источно од острва Рјукју, у Пацифику, налази се Ров Рјукју дубок 7.507 метара.